# Samsung Galaxy S III Mini
El Samsung Galaxy S III mini es un teléfono inteligente de fabricado por Samsung, que dispone del sistema operativo Android. Samsung que anunció su salida al mercado en octubre del año 2012 y finalmente salió al público en noviembre del mismo año. El modelo se lanzó en 3 versiones diferentes: una sin capacidad NFC (I8190), otra con capacidad NFC (I8190N), y otra edición para el mercado de Latinoamérica (I8190L).salió otro modelo (I8200) s3 mini value edition
(I8200L) para el mercado latinoamericano con procesador marvell pxa 986 a 1.2 GHz memoria Ram 1Gb
Gpu Vivante gc1000

## Características
Tiene una pantalla Super AMOLED PenTile de 4" y un procesador 1 GHz de doble núcleo o 1.2 GHz I8200 ARM Cortex-A9.
Posee 1 GB de memoria RAM y conectividad 2G/3G/HSPA.
Viene de 8 GB de almacenamiento, aunque admite una tarjeta de memoria microSD de hasta 32GB.
Su tamaño es de 121.6 × 63 × 9.9 mm y su peso es de solo 111.5 gramos.
Trabaja con una resolución de 800×480 (la misma que el Samsung Galaxy S II), pero la pantalla es menor que el S III, por lo que la densidad de píxel es de 233 ppp (píxels por pulgada).
De fábrica viene instalado con Android 4.1 (Jelly Bean). Samsung anunció que este dispositivo se actualizará a la última versión Android 4.1.2 (Jelly Bean), pero desarrolladores como Cyanogenmod, Omni ROM, Resurection Remix etc., se han preocupado por este dispositivo, por ahora tiene actualización con OMNIROM, CyanogenMod entre otros a KitKat (estables), actualización con Cyanogenmod, OmniRom, Resurection Remix a Lollipop (estables), actualización con Cyanogenmod).
Su batería es de Li-Ion con una capacidad de 1500 mAh, para un máximo de 450 horas en espera en modo 2G, y 430 horas de espera en modo 3G. El tiempo de habla que nos da el dispositivo es de un máximo de 14 horas y 10 minutos en modo 2G, y de 7 horas y 10 minutos en modo 3G. Samsung presentó en marzo del 2014 el Samsung Galaxy S III mini Value Edition GT-I8200 que mejora el procesador a 1.2 GHz y Android 4.2.2 manteniendo el resto de especificaciones.

## Funciones
En cuanto a funciones, tiene mucha similitud con Samsung Galaxy S III. Ejemplo de ello esta la función Pop Up Play, que permite ver un vídeo mientras el usuario navega en Internet, además de poder tener la capacidad de ver 2 páginas de Internet al mismo tiempo, etc.
También viene con la función Direct Call, con lo cual permite realizar una llamada mientras se escribe un mensaje a uno de los contactos mediante llevar el móvil al oído.
Además cuenta con el sistema S-Voice, que permite prácticamente "hablar" o enviar comandos de voz al móvil. Cuenta con la función Smart Alert, esto permite que el móvil avise de cualquier notificación: sea de redes sociales, de llamadas, de mensajes, etc.
Hay una versión que incluye la tecnología NFC (GT-I8190N) así como la función "S-Beam", con lo cual se puede compartir información con otro Samsung Galaxy S III mini solo con acercar los móviles.
| Predecesor: Samsung Galaxy S Duos Samsung Galaxy Mini 2 | Serie S de la línea Samsung Galaxy 2012 | Sucesor: Samsung Galaxy S4 Mini |

## Configuraciones y funciones
- Manuales interactivos Archivado el 2 de abril de 2015 en Wayback Machine.